# Université métropolitaine d'Oslo
L'université métropolitaine d'Oslo est une université publique norvégienne située à Oslo. Elle a été créée en 2018. C'est l'une des plus grandes institutions de recherche en sciences sociales en Norvège.

## Composantes
Facultés
- Faculté des sciences sociales
- Faculté des sciences de la santé
- Faculté d'éducation et d'études internationales
- Faculté de technologie, d'art et de design

Instituts de recherche
- Institut de recherche sur le travail
- Institut norvégien de recherche sociale
- Institut norvégien de recherche urbaine et régionale
- Institut d'État pour la recherche du consommateur